# Jan Woliński
Jan Woliński herbu Lubicz – marszałek ziemi nurskiej w konfederacji radomskiej, stolnik nurski w 1767 roku.
W załączniku do depeszy z 2 października 1767 roku do prezydenta Kolegium Spraw Zagranicznych Imperium Rosyjskiego Nikity Panina, poseł rosyjski Nikołaj Repnin określił go jako posła właściwego dla realizacji rosyjskich planów na sejmie 1767 roku, poseł ziemi nurskiej na sejm 1767 roku.